# Deutsch-Brasilianische Wirtschaftstage
Die Deutsch-Brasilianischen Wirtschaftstage sind ein Unternehmertreffen und werden gemeinsam vom deutschen Bundesverband der Deutschen Industrie (BDI) und dem Brasilianischen Industrieverband (Confederação Nacional da Indústria – CNI) abwechselnd in Deutschland und Brasilien organisiert.

## Veranstaltungen

### 2009 und 2010
Die 27. Wirtschaftstage fanden vom 30. August bis 1. September 2009 im brasilianischen Vitória unter dem Motto „Deutsch-Brasilianische Zusammenarbeit für Wachstum und Beschäftigung“, die 28. Deutsch-Brasilianischen Wirtschaftstage vom 30. Mai bis 1. Juni 2010 in München statt.
Ziel der Wirtschaftstage, die meistens einen Zeitraum von drei bis vier Tagen umfassen, ist die Verbesserung der Zusammenarbeit der jeweiligen Länder und vor allem die gegenseitige Intensivierung der Wirtschaftsbeziehungen.

### 2011
Die 29. Deutsch-Brasilianischen Wirtschaftstage fanden vom 17. bis 20. September 2011 in Rio de Janeiro statt.  Es nahmen ca. 2.000 Teilnehmerinnen und Teilnehmern teil. Am Sonntag, den 18. September wurden der Gouverneur des Bundesstaats Rio de Janeiro, Sergio de Oliveira Cabral Santos Filho, und der Vorstandsvorsitzende von Volkswagen, Prof. Martin Winterkorn, als deutsch-brasilianische Persönlichkeiten 2011 ausgezeichnet.
Staatsminister Dr. Werner Hoyer eröffnete am 19. September offiziell als Leiter der deutschen Delegation die  Veranstaltung. Für die Wissenschaft war besonders die Formalisierung eines neuen Abkommens zur deutsch-brasilianischen Zusammenarbeit innerhalb des brasilianischen Regierungsprogramms „Wissenschaft ohne Grenzen“ zwischen den Präsidenten von CNPq, Glaucius Oliva und von Capes, Jorge Almeida Guimarães und der Generalsekretärin des DAAD, Dorothea Rüland, wichtig. Dieses Abkommen wurde am Montag, den 19. September zur Intensivierung des Austauschs von Brasilianerinnen und Brasilianern nach Deutschland ab dem Jahr 2012 unterzeichnet.

### 2012
Die 30. Veranstaltung fand vom 01. bis zum 03. Juli in Frankfurt a. M. statt. Thematisch lag ein besonderer Schwerpunkt auf der Förderung der Mittelstandkooperation.

### 2013
Vom 12. bis 14. Mai 2013 fanden die 31. Deutsch-Brasilianischen Wirtschaftstage in São Paulo statt. Die Konferenz stand unter dem Motto „Deutsch-Brasilianische Zusammenarbeit zur Stärkung der Wettbewerbsfähigkeit“. In diversen Panels und Workshops wurden aktuelle Themen und Potenziale der Zusammenarbeit erörtert. Ca. 1.000 Vertreter aus Wirtschaft und Politik beider Länder nahmen an der Konferenz teil. Am Abend des 13. Mai wurde das Deutsch-Brasilianische Jahr 2013/2014 eröffnet. Bundespräsident Gauck und die brasilianische Präsidentin Rousseff eröffneten die Deutsch-Brasilianischen Wirtschaftstage und das Deutschlandjahr in Brasilien.

### 2014
Die 32. Deutsch-Brasilianischen Wirtschaftstage fanden vom 31. August bis 2. September in Hamburg statt.

### 2015
In dem Jahr fanden die Wirtschaftstage in Joinville vom 20. bis 22. September statt.

### 2016
Im Rahmen der Deutsch-Brasilianischen Wirtschaftstage 2016 in Weimar gab es erstmals ein Forum zum Thema „Sicherheit und Verteidigung“. Claus Günther, CEO Diehl Defence und Vorsitzender des BDI-Ausschusses für Sicherheit, diskutierte mit deutschen und brasilianischen Vertretern der Sicherheits- und Verteidigungsindustrie über Herausforderungen und Chancen der Zusammenarbeit.

### 2018
BDI-Präsident Dieter Kempf forderte von Bundesregierung und Europäischer Kommission einen entschiedenen Einsatz für den Abschluss neuer Handelsabkommen, etwa mit dem Mercosur-Staatenbund Südamerikas. Der Mercosur könnte durch Einfuhren von Anlagen und Maschinen aus der EU die eigenen Industrien modernisieren. Umgekehrt würden allein durch den Abbau von Zöllen europäische Unternehmen jährlich mehr als vier Milliarden Euro einsparen.

### 2019
Die 37. Ausgabe der DBWT fand vom 15. bis 17. September 2019 in Natal im Bundesstaat Rio Grande do Norte statt. Sie wurden vom CNI, dem BDI sowie der Deutsch-Brasilianischen Industrie- und Handelskammer (AHK) und dem Industrieverband des Bundesstaates Rio Grande do Norte (FIERN) organisiert. Unter dem Leitthema „Die Deutsch-Brasilianische Partnerschaft in Zeiten des globalen Wandels“ brachte die Veranstaltung Vertreter von Regierungen und Wirtschaft beider Länder zusammen, um über den Ausbau von Investitionen und neue Formen der bilateralen Zusammenarbeit zu diskutieren. Insgesamt kamen 1.380 Teilnehmer ins Kongresszentrum von Natal und übertrafen damit die Schätzung der Organisatoren, die von 600 Vertretern von Unternehmen und Behörden beider Länder ausgegangen waren.
Podiumsdiskussionen, Fachbesuche, Runde Tische, Vorträge, Ausstellungen und bilaterale Treffen boten neue Möglichkeiten der Annäherung und des Dialogs zwischen deutschen und brasilianischen Unternehmern und Institutionen. Verschiedene Panels befassten sich mit den wirtschaftlichen und politischen Perspektiven beider Länder, Chancen und Herausforderungen für Unternehmen, Infrastruktur und Energieeffizienz durch Innovation und Technologie, Digitalisierung und Produktivität, strategische Lösungen für kleine und mittlere Unternehmen, Gesundheit und Bildung – Lebensqualität in der Industrie 4.0 sowie Chancen für ausländische Investoren.
Mehr als 200 Unternehmer und Vertreter des Wirtschaftssektors besuchten renommierte Unternehmen in der Region Potiguar wie den Bekleidungshersteller Guararapes Confecções, die Firma Sterbom (Eiscreme und Fruchtfleisch), CTGAS-ER (erneuerbare Energien) sowie Technologie- und Forschungseinrichtungen wie das Instituto Metrópole Digital und Casa Passiva.

### 2020
Aufgrund der Covid-19-Pandemie wurden die 38. Deutsch-Brasilianischen Wirtschaftstage abgesagt.

### 2021
Nach Angaben des Brasilianischen Industrieverbands (Confederação Nacional da Indústria – CNI) und des Bundesverbandes der Deutschen Industrie (BDI) fanden die Deutsch-Brasilianischen Wirtschaftstage 2021 aufgrund der COVID-19-Pandemie am 18. und 19. Oktober in virtueller Form statt.

### 2022
Die Deutsch-Brasilianischen Wirtschaftstage 2022 sollen im November 2022 in Belo Horizonte stattfinden.